# 리샤바
리샤바는 힌두교에서 바가바타 푸라나에 나오는 비슈누의 24아바타라 중 하나이다. 일부 학자들은 리샤바가 자이나교의 첫 번째 티르탕카라인 리샤바나타와 동일하다고 말한다. 링가 푸라나와 같은 시바 문헌은 리샤바를 시바의 28아바타라 중 하나로 간주한다. 리샤바는 베다 문헌에서도 발견되는데, "황소"를 의미하며 루드라의 대명사이다.
존 E. 코트와 다른 학자들에 따르면, 서인도 지역의 자이나교과 힌두교의 비슈누파 전통 사이에는 상당한 중복이 있으며, 힌두교도들은 힌두교 문헌에서 리샤바와 그의 아들 바라타와 같은 자인나교의 신성한 인물을 채택하고 있다.

## 베다 문학
베다는 리샤바라는 이름을 언급하고 있다. 그러나 리그베다, 아타르바베다, 우파니샤드에서의 리샤바는 문맥상 황소, 때로는 "수컷 동물" 또는 "어떤 종류의 가장 뛰어난" 또는 "약초의 일종"을 의미한다고 한다.
나중에 인도의 제2대 대통령이 된 옥스퍼드 대학교의 비교 종교 및 철학 교수인 사르베팔리 라다크리슈난에 따르면, 기원전 1세기까지 리샤바가 숭배되었다는 것을 보여주는 증거가 있다고 한다. 라다크리슈난에 따르면, 야주르베다는 리샤바, 아지타나타, 아리슈타네미 등 세 명의 티르탕카라의 이름을 언급하고 있고, "바가바타 푸라나는 리샤바가 자이나교의 창시자라는 견해를 지지한다"고 한다. 이것은 리그베다에 있는 황소의 전형이다:

ऋषभं मा समानानां सपत्नानां विषासहिम् ।

हन्तारं शत्रूणां कृधि विराजं गोपतिं गवाम् ॥१॥

अहमस्मि सपत्नहेन्द्र इवारिष्टो अक्षतः ।

अधः सपत्ना मे पदोरिमे सर्वे अभिष्ठिताः ॥२॥

अत्रैव वोऽपि नह्याम्युभे आर्त्नी इव ज्यया ।

वाचस्पते नि षेधेमान्यथा मदधरं वदान् ॥३॥

अभिभूरहमागमं विश्वकर्मेण धाम्ना ।

आ वश्चित्तमा वो व्रतमा वोऽहं समितिं ददे ॥४॥

योगक्षेमं व आदायाहं भूयासमुत्तम आ वो मूर्धानमक्रमीम् ।

अधस्पदान्म उद्वदत मण्डूका इवोदकान्मण्डूका उदकादिव ॥५॥
— 리그베다 X.166

번역:

1. 나를 동료들 사이에서 황소가 되게 하시고, 나의 라이벌이자 정복자가 되게 하소서:

     나를 내 원수의 살인자, 주권 통치자, 키네의 군주로 만드소서.

2. 나는 인드라처럼 상처를 입지 않고 다치지 않은 호적수들의 학살자입니다,

     나의 모든 적들은 모두 정복되어 내 발 아래 있나이다.

3. 여기, 진실로, 나는 두 활이 끈으로 끝나는 것처럼 당신을 단단히 묶습니다.

     말의 주여, 이 사람들을 눌러서 그들이 겸손하게 내게 말하게 하소서.

4. 나는 강력한 권능을 가진 정복자로서 여기에 왔습니다,

     그리고 나는 당신의 모든 생각과 회의와 거룩한 일을 지배했습니다.

5. 전쟁에서 당신의 힘을 얻고 평화에서 당신의 기술을 얻은 내가 가장 높기를 바랍니다.

     내 발이 당신의 머리를 밟았습니다. 내 발 아래에서 내게 말씀하소서,

     물 밖의 개구리가 울부짖듯이, 물 밖의 개구리가 울부짖듯이.
— 랄파 그리피스

베다 문헌에 등장하는 리샤바의 다른 예로는 리그베다의 6.16.47절, 아타르바베다의 9.4.14~15절, 타이티리야 브라마나의 3.7.5.13절, 4.7.10.1절 등이 있다.

## 서지
- Bloomfield, Maurice (1906), 《A Vedic Concordance: Being an Alphabetic Index to Every Line of Every Stanza of the Published Vedic Literature and to the Liturgical Formulas Thereof》, Harvard University Press, ISBN 9788120806542
- Prioreschi, Plinio (1996), 《A History of Medicine: Primitive and ancient medicine》, Horatius, ISBN 978-1-888456-01-1
- Radhakrishnan, S. (1923), 《Indian Philosophy》, The Macmillan Company